# سن-رنه-دو-ماتان، کبک
سن-رنه-دو-ماتان (به فرانسوی: Saint-René-de-Matane) شهری در منطقه شهری ماتان ناحیه با-سن-لوران در استان کبک کانادا است. در سرشماری سال ۲۰۱۱ این شهر ۱٬۱۱۹ نفر جمعیت داشته‌است و مساحت آن ۲۵۵٫۵۸ کیلومتر مربع است.